# Liste du patrimoine immobilier classé de Verviers
Cette page regroupe l'ensemble du patrimoine immobilier classé de la ville belge de Verviers.
| Objet | Année de construction / Architecte                                                | Adresse                                                          | Section communale | Coordonnées                      | Numéro d’inventaire | Illustration |
| --- | --------------------------------------------------------------------------------- | ---------------------------------------------------------------- | ----------------- | -------------------------------- | ------------------- | --- |
| L'église Notre-Dame à l'exception de la tour | 1646-1650 (chœur et nef), 1700 (chapelle de la vierge), 1892-1893 (tour)          | Place du Martyr                                                  | Verviers          | 50° 35′ 38″ nord, 5° 51′ 35″ est | 63079-CLT-0001-01   | L'église Notre-Dame à l'exception de la tour |
| Orphelinat des Filles (XVIIIe siècle) | XVIIIe siècle                                                                     | Rue du Collège, n°s 62-64                                        | Verviers          | 50° 35′ 40″ nord, 5° 51′ 50″ est | 63079-CLT-0002-01   | Orphelinat des Filles (XVIIIe siècle) |
| Hôtel de ville, place du Marché | 1775-1780 Jacques-Barthélemy Renoz                                                | Place du Marché                                                  | Verviers          | 50° 35′ 35″ nord, 5° 52′ 03″ est | 63079-CLT-0003-01   | Hôtel de ville |
| Fontaine monumentale du Perron, Place du Marché |                                                                                   | Place du Marché                                                  | Verviers          | 50° 35′ 35″ nord, 5° 52′ 02″ est | 63079-CLT-0004-01   | Fontaine monumentale du Perron, Place du Marché |
| Façades et toiture de l'immeuble sis Rue des Raines, n°42 (Maison Cornet, Musée d'Archéologie et de la Folklore) | 1757                                                                              | Rue des Raines n°42                                              | Verviers          | 50° 35′ 41″ nord, 5° 52′ 07″ est | 63079-CLT-0006-01   | Façades et toiture de l'immeuble sis Rue des Raines, n°42 (Maison Cornet, Musée d'Archéologie et de la Folklore)                                                               |
| Maison Lambrette (façades et toitures) | 1re moitié du XVIIe s.                                                            | Rue des Raines n°86                                              | Verviers          | 50° 35′ 41″ nord, 5° 51′ 59″ est | 63079-CLT-0007-01   | Maison Lambrette (façades et toitures) |
| Ancien hôtel Raymond de Biolley, place Sommeleville, n°s 28-34 | fin du XVIIIe s.-début du XIXe s.                                                 | Place Sommeleville n°s 28-34                                     | Verviers          | 50° 35′ 39″ nord, 5° 52′ 21″ est | 63079-CLT-0008-01   | Ancien hôtel Raymond de Biolley, place Sommeleville, n°s 28-34 |
| L'église Saint-Remacle | 1834-1838 J. et A.M. Vivroux                                                      | Place Saint-Remacle                                              | Verviers          | 50° 35′ 42″ nord, 5° 52′ 14″ est | 63079-CLT-0010-01   | Église Saint-Remacle |
| Maison dite maison Moulan, Crapaurue, n° 39 | 1650                                                                              | Crapaurue n° 37                                                  | Verviers          | 50° 35′ 34″ nord, 5° 51′ 57″ est | 63079-CLT-0011-01   | Maison dite maison Moulan, Crapaurue, n° 39 |
| Mobilier de l'église Saint-Joseph (démolie) à savoir : |                                                                                   |                                                                  |                   | 50° 35′ 30″ nord, 5° 51′ 57″ est | 63079-CLT-0012-01   | Image manquanteTéléverser |
| Maison Hennen | XVIIe s.                                                                          | Rue Bouxhate n°12                                                | Verviers          | 50° 35′ 39″ nord, 5° 52′ 12″ est | 63079-CLT-0013-01   | Maison Hennen |
| Maison Polis (façade principale et toiture) | Vers 1719                                                                         | Rue Jules Cerexhe n°s 22-24                                      | Verviers          | 50° 35′ 38″ nord, 5° 51′ 02″ est | 63079-CLT-0014-01   | Maison Polis (façade principale et toiture) |
| Immeuble (façades et toiture) sis rue de la chapelle, n° 24 | 1802-1803                                                                         | Rue de la chapelle n° 24                                         | Verviers          | 50° 35′ 44″ nord, 5° 51′ 04″ est | 63079-CLT-0015-01   | Immeuble (façades et toiture) sis rue de la chapelle, n° 24 |
| Maison Closset (façades et toiture), Place Saucy, n°s 138-140-142 | 2ème moitié du XVIIIe s.                                                          | Place Saucy n°s 138-140-142                                      | Verviers          | 50° 35′ 37″ nord, 5° 51′ 06″ est | 63079-CLT-0016-01   | Maison Closset (façades et toiture), Place Saucy, n°s 138-140-142 |
| Maison Bosard (façades et toiture), place Sommeleville, n°6 | 2ème moitié du XVIIIe s.                                                          | Place Sommeleville n°6                                           | Verviers          | 50° 35′ 38″ nord, 5° 52′ 16″ est | 63079-CLT-0017-01   | Maison Bosard (façades et toiture), place Sommeleville, n°6 |
| Maison Maigray (façade principale et toiture) | 1743                                                                              | Rue des Raines n°s 50-52                                         | Verviers          | 50° 35′ 41″ nord, 5° 52′ 05″ est | 63079-CLT-0018-01   | Maison Maigray (façade principale et toiture) |
| Maison Godin (façades et toitures) | Début du XIXe s.                                                                  | Rue des Raines n° 80                                             | Verviers          | 50° 35′ 41″ nord, 5° 52′ 00″ est | 63079-CLT-0019-01   | Maison Godin (façades et toitures) |
| Maison (façade principale et toiture) (Détruite après son effondrement le 30 Août 1985) |                                                                                   | (anciennement Rue Sécheval n° 61)                                |                   | 50° 35′ 38″ nord, 5° 52′ 12″ est | 63079-CLT-0020-01   | Image manquanteTéléverser |
| Hôtel (façades et toiture du bâtiment principal), Thier Mère-Dieu, n° 18 (Maison Fyon) | Fin du XVIIIe s.                                                                  | Thier Mère-Dieu n° 18                                            | Verviers          | 50° 35′ 35″ nord, 5° 52′ 07″ est | 63079-CLT-0021-01   | Hôtel (façades et toiture du bâtiment principal), Thier Mère-Dieu, n° 18 (Maison Fyon)                                                                                         |
| Maison Vivroux (façade principale et toiture) | 1743                                                                              | Rue des Raines n° 17                                             | Verviers          | 50° 35′ 40″ nord, 5° 52′ 08″ est | 63079-CLT-0023-01   | Maison Vivroux (façade principale et toiture) |
| Maison Bayard (façades et toiture), chaussée de Heusy, n°s 16-18 | 2ème moitié du XVIIIe s.                                                          | Chaussée de Heusy n°s 16-18                                      | Verviers          | 50° 35′ 27″ nord, 5° 52′ 00″ est | 63079-CLT-0024-01   | Maison Bayard (façades et toiture), chaussée de Heusy, n°s 16-18 |
| Les orgues de l'église Saint-Remacle | 1re moitié du XIXe s.                                                             | Place Saint-Remacle                                              | Verviers          | 50° 35′ 42″ nord, 5° 52′ 16″ est | 63079-CLT-0026-01   | Image manquanteTéléverser |
| Ensemble formé par le parc de la société d'Harmonie et son bâtiment | 1834-1835 Louis Spaak                                                             | Rue de l'Harmonie, n°s 47-49                                     | Verviers          | 50° 35′ 24″ nord, 5° 51′ 21″ est | 63079-CLT-0030-01   | Ensemble formé par le parc de la société d'Harmonie et son bâtiment |
| Façades et toitures, salle de bal et les grilles fermant le parc de la société Royale d'Harmonie de l'immeuble de la Société Royale d'Harmonie. | 1834-1835 Louis Spaak                                                             | Rue de l'Harmonie, n°s 47-49                                     | Verviers          | 50° 35′ 29″ nord, 5° 51′ 20″ est | 63079-CLT-0031-01   | Façades et toitures, salle de bal et les grilles fermant le parc de la société Royale d'Harmonie de l'immeuble de la Société Royale d'Harmonie.                                |
| Kiosque situé dans le parc de la société Royale d'Harmonie | 1852                                                                              | Rue de l'Harmonie, n°s 47-49                                     | Verviers          | 50° 35′ 27″ nord, 5° 51′ 18″ est | 63079-CLT-0032-01   | Kiosque situé dans le parc de la société Royale d'Harmonie |
| Maison Bosard, Place Sommeleville, n° 4 | XVIIe s.                                                                          | Place Sommeleville n° 4                                          | Verviers          | 50° 35′ 38″ nord, 5° 52′ 16″ est | 63079-CLT-0034-01   | Maison Bosard, Place Sommeleville, n° 4 |
| Façades et toitures de l'usine Bettonville | 1802-1803                                                                         | Rue Chapelle n° 30                                               | Verviers          | 50° 35′ 45″ nord, 5° 51′ 04″ est | 63079-CLT-0035-01   | Façades et toitures de l'usine Bettonville |
| Chapelle Sainte-Anne | 1827 Auguste-Marie Vivroux                                                        | Rue de Limbourg n°19                                             | Verviers          | 50° 35′ 43″ nord, 5° 52′ 25″ est | 63079-CLT-0036-01   | Chapelle Sainte-Anne |
| Portique d'entrée de l'usine Bettonville | 1802-1803                                                                         | Rue de la Chapelle n° 30                                         | Verviers          | 50° 35′ 44″ nord, 5° 51′ 03″ est | 63079-CLT-0038-01   | Portique d'entrée de l'usine Bettonville |
| Maison (façade principale et toiture avant) | 1802-1803                                                                         | Rue de la Chapelle n° 26                                         | Verviers          | 50° 35′ 44″ nord, 5° 51′ 04″ est | 63079-CLT-0039-01   | Maison (façade principale et toiture avant) |
| Maison (façade principale et toiture avant) | 1802-1803                                                                         | Rue de la Chapelle n° 28                                         | Verviers          | 50° 35′ 44″ nord, 5° 51′ 03″ est | 63079-CLT-0040-01   | Maison (façade principale et toiture avant) |
| Maison (façade principale et toiture avant) | 1802-1803                                                                         | Rue de la Chapelle n° 32                                         | Verviers          | 50° 35′ 44″ nord, 5° 51′ 03″ est | 63079-CLT-0041-01   | Maison (façade principale et toiture avant) |
| Chapelle Saint-Lambert (façades, toitures, charpentes et mobilier immeuble par destination) | 1734-1737, 1879 (agrandissement)                                                  | Rue du Collège N°80 et rue Masson                                | Verviers          | 50° 35′ 39″ nord, 5° 51′ 48″ est | 63079-CLT-0042-01   | Chapelle Saint-Lambert (façades, toitures, charpentes et mobilier immeuble par destination)                                                                                    |
| Parc |                                                                                   | Rue Moreau                                                       | Ensival           | 50° 35′ 08″ nord, 5° 50′ 31″ est | 63079-CLT-0045-01   | Image manquanteTéléverser |
| Orgues de l'église Saint-Jean Baptiste à Hodimont |                                                                                   | Hodimont (Rue de la Chapelle)                                    | Verviers          | 50° 35′ 43″ nord, 5° 51′ 03″ est | 63079-CLT-0048-01   | Image manquanteTéléverser |
| Les sept stations formant le Calvaire du XVIIe siècle, se trouvant à proximité du cimetière de Lambermont | Fin du XVIIIe s.                                                                  | Rue du Calvaire                                                  | Lambermont        | 50° 35′ 27″ nord, 5° 49′ 25″ est | 63079-CLT-0049-01   | Image manquanteTéléverser |
| Façades et toitures de la maison sise Francomont, n° 7 | Fin du XVIIIe s.                                                                  | Rue Francomont n° 7                                              | Lambermont        | 50° 35′ 01″ nord, 5° 50′ 15″ est | 63079-CLT-0051-01   | Image manquanteTéléverser |
| Maison (façades et toitures), place M. Collo, n° 7 | XVIIe et XVIIIe s.                                                                | Place M. Collo n° 7                                              | Lambermont        | 50° 35′ 28″ nord, 5° 49′ 53″ est | 63079-CLT-0052-01   | Image manquanteTéléverser |
| Maison (façades et toitures) | XVIIIe s.                                                                         | Rue Francomont n°4-6                                             | Lambermont        | 50° 34′ 58″ nord, 5° 50′ 17″ est | 63079-CLT-0053-01   | Image manquanteTéléverser |
| Maison (façade principale, pignons et toitures) | Moitié du XVIIIe s.                                                               | Rue Saint-Bernard, n°s 12-14                                     | Lambermont        | 50° 35′ 25″ nord, 5° 49′ 53″ est | 63079-CLT-0055-01   | Image manquanteTéléverser |
| Maison | XVIIIe s.                                                                         | Rue Saint-Bernard, n° 63                                         | Lambermont        | 50° 35′ 29″ nord, 5° 49′ 56″ est | 63079-CLT-0056-01   | Image manquanteTéléverser |
| Cercle Saint-Bernard | XVIIIe s.                                                                         | Rue Saint-Bernard, n° 32                                         | Lambermont        | 50° 35′ 27″ nord, 5° 49′ 55″ est | 63079-CLT-0057-01   | Image manquanteTéléverser |
| Ancienne ferme (façades et toitures) | XVIIIe et XIXe s.                                                                 | Rue Francomont n° 3                                              | Lambermont        | 50° 35′ 02″ nord, 5° 50′ 16″ est | 63079-CLT-0058-01   | Image manquanteTéléverser |
| Ensemble formé par la rue Francomont |                                                                                   | Rue Francomont                                                   | Lambermont        | 50° 35′ 08″ nord, 5° 50′ 11″ est | 63079-CLT-0059-01   | Image manquanteTéléverser |
| Ferme de la Belle Maison, Thier de Hodimont, n°s 41-43 | XVIe s. (remaniée au XVIIe et XVIIIe s.)                                          | Thier de Hodimont n°s 41-43                                      | Petit-Rechain     | 50° 36′ 04″ nord, 5° 50′ 13″ est | 63079-CLT-0061-01   | Image manquanteTéléverser |
| Maison (façade à pan de bois et toiture à deux versants), place du Perron, n° 6 | XVIe ou XVIIe s.                                                                  | Place du Perron n° 6                                             | Stembert          | 50° 35′ 27″ nord, 5° 53′ 43″ est | 63079-CLT-0062-01   | Image manquanteTéléverser |
| Maison (façades, toiture et perron) | XVIIIe s.                                                                         | Rue de l'Eglise n° 8                                             | Stembert          | 50° 35′ 29″ nord, 5° 53′ 42″ est | 63079-CLT-0063-01   | Image manquanteTéléverser |
| Parties anciennes de la ferme de la Moinerie | Milieux du XVIIe s. et XVIIIe s.                                                  | Rue de la Moinerie n°s 52-54                                     | Petit-Rechain     | 50° 36′ 38″ nord, 5° 50′ 00″ est | 63079-CLT-0064-01   | Image manquanteTéléverser |
| Ferme Doyen (façades et toitures), avenue Florent Becker, n° 77 | XVIe s.(?) et XVIIe s.                                                            | Avenue Florent Becker n° 77                                      | Heusy             | 50° 34′ 57″ nord, 5° 53′ 13″ est | 63079-CLT-0065-01   | Image manquanteTéléverser |
| Crucifix contigu au café de la Bourse sis rue Xhavée, n° 2 | 1805                                                                              | Rue Xhavée n° 2                                                  | Verviers          | 50° 35′ 32″ nord, 5° 51′ 37″ est | 63079-CLT-0066-01   | Crucifix contigu au café de la Bourse sis rue Xhavée, n° 2 |
| Maison Bonvoisin (act. musée de l'Eau): Anciens ateliers textiles (façades et toitures) | 1727-1735                                                                         | Rue Jules Cerexhe n° 86 (+ Rue Pétaheid n°s 15-17)               | Verviers          | 50° 35′ 40″ nord, 5° 50′ 55″ est | 63079-CLT-0067-01   | Maison Bonvoisin (act. musée de l'Eau): Anciens ateliers textiles (façades et toitures)                                                                                        |
| Maison des Amis de la Fagne sise Rue Bouxhate, n° 3 | XVIIe s.                                                                          | Rue Bouxhate n° 3                                                | Verviers          | 50° 35′ 39″ nord, 5° 52′ 09″ est | 63079-CLT-0068-01   | Maison des Amis de la Fagne sise Rue Bouxhate, n° 3 |
| Maison, Place du Marché, n° 7 | Extrême fin du XVIIIe s. ou tout début du XIXe s                                  | Place du Marché n° 7                                             | Verviers          | 50° 35′ 37″ nord, 5° 52′ 01″ est | 63079-CLT-0069-01   | Maison, Place du Marché, n° 7 |
| Maison | XIXe s.                                                                           | Rue Ma Campagne, n°s 297-299                                     | Verviers          | 50° 35′ 13″ nord, 5° 52′ 36″ est | 63079-CLT-0070-01   | Maison |
| Ancien Octroi | Début du XIXe s                                                                   | Rue de la Grappe, n° 42                                          | Verviers          | 50° 35′ 50″ nord, 5° 51′ 09″ est | 63079-CLT-0071-01   | Image manquanteTéléverser |
| Ancienne maison d'Edouard de Biolley, place Sommeleville, n° 8 | 2e moitié du XVIIIe s.                                                            | Place Sommeleville n° 8                                          | Verviers          | 50° 35′ 38″ nord, 5° 52′ 17″ est | 63079-CLT-0072-01   | Ancienne maison d'Edouard de Biolley, place Sommeleville, n° 8 |
| Crucifix situé devant l'immeuble |                                                                                   | Rue Francomont n° 4                                              | Lambermont        | 50° 34′ 58″ nord, 5° 50′ 17″ est | 63079-CLT-0073-01   | Image manquanteTéléverser |
| Château Dossin (façades et toitures), allée du Château, n°21 | 1741-1745 (transformation en 1869)                                                | Allée du Château n°21                                            | Petit-Rechain     | 50° 36′ 57″ nord, 5° 50′ 00″ est | 63079-CLT-0074-01   | Image manquanteTéléverser |
| Maison Soumagne (façades et toitures) | 1er quart du XVIIIe s.                                                            | Rue Jules Cerexhe n°s 78-80                                      | Verviers          | 50° 35′ 39″ nord, 5° 50′ 56″ est | 63079-CLT-0075-01   | Maison Soumagne (façades et toitures) |
| Maisons Lorquet (façades et toitures) | 1726-1728                                                                         | Rue Jules Cerexhe n°s 98-100-102                                 | Verviers          | 50° 35′ 40″ nord, 5° 50′ 53″ est | 63079-CLT-0076-01   | Maisons Lorquet (façades et toitures) |
| Statue de la vierge ainsi que la niche encastrée dans le pignon d'une annexe des bâtiments appartenant à la Société de Peignage et de Filature de Laines, place Sommeleville (Déclassé le 10 mai 2017) |                                                                                   | (Anciennement Place Sommeleville)                                |                   | 50° 35′ 40″ nord, 5° 52′ 22″ est | 63079-CLT-0077-01   | Image manquanteTéléverser |
| Maison (façades et toitures) | Vers 1726                                                                         | Rue Jules Cerexhe n° 84                                          | Verviers          | 50° 35′ 40″ nord, 5° 50′ 55″ est | 63079-CLT-0078-01   | Maison (façades et toitures) |
| Maison Defaaz (façade avant et toiture ainsi que la façade arrière) | 1717                                                                              | Rue Jules Cerexhe n°42                                           | Verviers          | 50° 35′ 39″ nord, 5° 51′ 00″ est | 63079-CLT-0079-01   | Maison Defaaz (façade avant et toiture ainsi que la façade arrière) |
| Maison Godart (façades et toitures) sise Rue des Raines, n° 72 | milieu du XVIIIe s.                                                               | Rue des Raines n° 72                                             | Verviers          | 50° 35′ 40″ nord, 5° 52′ 02″ est | 63079-CLT-0080-01   | Maison Godart (façades et toitures) sise Rue des Raines, n° 72 |
| Ensemble des maisons sises rue de l'Eglise, n°s 5-7-9-11 et 11A à Ensival, actuellement En Mi-Ville, n°s 23 à 31 | 1re moitié du XVIIIe s.                                                           | En Mi-Ville 23 à 31                                              | Ensival           | 50° 34′ 54″ nord, 5° 50′ 27″ est | 63079-CLT-0081-01   | Ensemble des maisons sises rue de l'Eglise, n°s 5-7-9-11 et 11A à Ensival, actuellement En Mi-Ville, n°s 23 à 31                                                               |
| Maison (partie de la façade qui a gardé son caractère originel) | Fin du XVIIIe s.                                                                  | Rue du Canal n° 3                                                | Ensival           | 50° 34′ 47″ nord, 5° 50′ 34″ est | 63079-CLT-0082-01   | Image manquanteTéléverser |
| Maison (façade avant et toiture), Rue des Weines, n° 33 | XVIIIe s.                                                                         | Rue des Weines n° 33                                             | Ensival           | 50° 34′ 58″ nord, 5° 50′ 20″ est | 63079-CLT-0083-01   | Image manquanteTéléverser |
| Maison Cuper (façade et toitures) | 1712                                                                              | Rue Jules Cerexhe n° 10                                          | Verviers          | 50° 35′ 38″ nord, 5° 51′ 03″ est | 63079-CLT-0084-01   | Maison Cuper (façade et toitures) |
| Maison Cuper(façade et toitures) | 1712                                                                              | Rue Jules Cerexhe n° 12                                          | Verviers          | 50° 35′ 38″ nord, 5° 51′ 03″ est | 63079-CLT-0085-01   | Maison Cuper(façade et toitures) |
| Maison (façade principale et toiture), Grand-Place, n° 37 | Fin du XVIIIe s.                                                                  | Grand-Place n° 37                                                | Ensival           | 50° 34′ 54″ nord, 5° 50′ 20″ est | 63079-CLT-0086-01   | Image manquanteTéléverser |
| Maison (façades et toitures) (En grande partie détruite) | Début du XIXe s.                                                                  | Rue de Hodimont n° 63                                            | Verviers          | 50° 35′ 38″ nord, 5° 51′ 14″ est | 63079-CLT-0087-01   | Image manquanteTéléverser |
| Maison (façades et toitures) | 1re moitié du XVIIIe s.                                                           | Rue de Limbourg n° 33                                            | Verviers          | 50° 35′ 45″ nord, 5° 52′ 32″ est | 63079-CLT-0088-01   | Maison (façades et toitures) |
| Immeuble sis rue Francomont n° 1 (façades et toitures ainsi que le mur d'enceinte et le portail le reliant au n° 3 bis) | XVIIIe et XIXe s.                                                                 | Rue Francomont n° 1                                              | Lambermont        | 50° 35′ 02″ nord, 5° 50′ 16″ est | 63079-CLT-0090-01   | Image manquanteTéléverser |
| Pont d'Al Cûte (M) et l'ensemble formé par ce pont, le lit de la Vesdre et ses berges, sur 100 m en aval et en amont (S) | 1721                                                                              | Rue Renier                                                       | Verviers          | 50° 35′ 45″ nord, 5° 52′ 02″ est | 63079-CLT-0093-01   | Pont d'Al Cûte (M) et l'ensemble formé par ce pont, le lit de la Vesdre et ses berges, sur 100 m en aval et en amont (S)                                                       |
| Ensemble formé par le crucifix des grandes Rames, le grillage qui l'entoure ainsi que le bouquet d'arbres qui l'ombrage | 1826                                                                              | Au coin de la Rue des Hospices et de la Rue des Grandes Rames    | Verviers          | 50° 35′ 46″ nord, 5° 52′ 15″ est | 63079-CLT-0094-01   | Ensemble formé par le crucifix des grandes Rames, le grillage qui l'entoure ainsi que le bouquet d'arbres qui l'ombrage                                                        |
| Hôtel Franquinet : Façade et toiture de la maison sise rue des Raines n°44 | XVIIe s.                                                                          | Rue des Raines n°44                                              | Verviers          | 50° 35′ 41″ nord, 5° 52′ 06″ est | 63079-CLT-0095-01   | Hôtel Franquinet : Façade et toiture de la maison sise rue des Raines n°44 |
| Façades et toitures de l'ensemble formé par la maison sise rue des Raines, n°6, les bâtiments ayant façade sur la cour intérieure et celui contigu de la rue des Alliés, n° 13 | 1806                                                                              | Rue des Raines n°6                                               | Verviers          | 50° 35′ 42″ nord, 5° 52′ 09″ est | 63079-CLT-0097-01   | Façades et toitures de l'ensemble formé par la maison sise rue des Raines, n°6, les bâtiments ayant façade sur la cour intérieure et celui contigu de la rue des Alliés, n° 13 |
| Façades et toitures de l'immeuble sis rue Francomont, 3 bis | XVIIIe et XIXe s.                                                                 | Rue Francomont 3 bis                                             | Lambermont        | 50° 35′ 02″ nord, 5° 50′ 15″ est | 63079-CLT-0099-01   | Image manquanteTéléverser |
| Grand-Poste (façades, toitures, perron d'entrée, escaliers des petite et grande tours, salle des pas perdus) | 1904-1909 Van Houcke                                                              | Rue du Collège n° 3                                              | Verviers          | 50° 35′ 40″ nord, 5° 51′ 53″ est | 63079-CLT-0100-01   | Grand-Poste (façades, toitures, perron d'entrée, escaliers des petite et grande tours, salle des pas perdus)                                                                   |
| Les façades qui donnent sur les rues ou sur la cour et toutes les toitures des n°s 27 à 33, 47 et 51 à 55 de la rue de la Chapelle et des n°s 6 et 8 de la rue des Messieurs (à l'exception du garage et de la remise du n° 47, du muret de clôture du n°53 et de l'annexe au porche du n°8, et la totalité de la cour pavée (M) et | XVIIe s., XVIIIe s. et du XIXe s.                                                 | Cour Magnée, entre la Rue de la Chapelle et la Rue des Messieurs | Verviers          | 50° 35′ 42″ nord, 5° 51′ 06″ est | 63079-CLT-0104-01   | Rue de la Chapelle |
| Anciennes écuries Simonis (façade principale nord-est, pignons et toiture) | 1re moitié du XIXe                                                                | Rue de l'Est n°s 8-12                                            | Verviers          | 50° 35′ 42″ nord, 5° 52′ 31″ est | 63079-CLT-0105-01   | Anciennes écuries Simonis (façade principale nord-est, pignons et toiture) |
| Parc de Séroule |                                                                                   | Rue de Franchimont et Avenue Nicolaï                             | Heusy             | 50° 34′ 45″ nord, 5° 51′ 19″ est | 63079-CLT-0106-01   | Parc de Séroule |
| Parc Godin |                                                                                   | Rue Godin                                                        | Ensival           | 50° 35′ 01″ nord, 5° 50′ 25″ est | 63079-CLT-0108-01   | Image manquanteTéléverser |
| Le Grand Théâtre | 1892 - 1897                                                                       | Rue du Théatre 1                                                 | Verviers          | 50° 35′ 24″ nord, 5° 51′ 25″ est | 63079-CLT-0111-01   | Grand Théâtre |
| La tour de l'église de la Sainte-Vierge (actuellement de l'Assomption) à Ensival | 1712-1718 (tour); 1719 (clocher); 1860-1863 (reconstruction du reste de l'église) | En Mi-Ville                                                      | Ensival           | 50° 34′ 53″ nord, 5° 50′ 31″ est | 63079-CLT-0112-01   | La tour de l'église de la Sainte-Vierge (actuellement de l'Assomption) à Ensival                                                                                               |
| Le Perron de Petit-Rechain élevé sur la place Xhovémont | 1784                                                                              | Place Xhovémont                                                  | Petit-Rechain     | 50° 36′ 52″ nord, 5° 50′ 03″ est | 63079-CLT-0113-01   | Le Perron de Petit-Rechain élevé sur la place Xhovémont |
| Vallon du Fiérain (+ PEPINSTER/Wegnez) |                                                                                   |                                                                  | Lambermont        | 50° 35′ 20″ nord, 5° 49′ 25″ est | 63079-CLT-0114-01   | Image manquanteTéléverser |
| Certaines parties de l'ancienne école des infirmières, sise rue des Écoles, 17-19, à savoir : la façade à rue de la volumétrie principale ainsi que sa façade arrière donnant dans le préau et toitures, le préau avec son espace intérieur et sa verrière (M) et établissement d'une zone de protection (ZP)                       |                                                                                   | Rue des Écoles 17-19                                             | Verviers          | 50° 35′ 25″ nord, 5° 51′ 54″ est | 63079-CLT-0116-01   | Rue des Écoles |
| Les façades à rue et les toitures de la Maison du Prince et de son annexe, sise | Fin du XVIe s. ou début du XVIIe s.                                               | Rue de la Tuilerie n°2                                           | Verviers          | 50° 35′ 38″ nord, 5° 52′ 03″ est | 63079-CLT-0118-01   | Les façades à rue et les toitures de la Maison du Prince et de son annexe, sise                                                                                                |
| Maison Defaaz (façade avant et toiture) | 1717                                                                              | Rue Jules Cerexhe n°44                                           | Verviers          | 50° 35′ 39″ nord, 5° 51′ 00″ est | 63079-CLT-0119-01   | Maison Defaaz (façade avant et toiture) |
| Maison Defaaz (façade avant et toiture) | 1717                                                                              | Rue Jules Cerexhe n°46                                           | Verviers          | 50° 35′ 39″ nord, 5° 51′ 00″ est | 63079-CLT-0120-01   | Image manquanteTéléverser |
| Hôtel Franquinet : Façade et toiture de la maison sise rue des Raines n°46 | XVIIe s.                                                                          | Rue des Raines n°46                                              | Verviers          | 50° 35′ 41″ nord, 5° 52′ 06″ est | 63079-CLT-0121-01   | Image manquanteTéléverser |
| Hôtel Franquinet : Façade et toiture de la maison sise rue des Raines n°48 | XVIIe s.                                                                          | Rue des Raines n°48                                              | Verviers          | 50° 35′ 41″ nord, 5° 52′ 06″ est | 63079-CLT-0122-01   | Hôtel Franquinet : Façade et toiture de la maison sise rue des Raines n°48 |
| L'Hôtel de Ville | 1775-1780 Jacques-Barthélemy Renoz                                                | Place du Marché                                                  | Verviers          | 50° 35′ 35″ nord, 5° 52′ 03″ est | 63079-PEX-0001-02   | L'Hôtel de Ville |